# Austin Convention Center
Le Neal Kocurek Memorial Austin Convention Center est un centre de congrès à usages multiples situé à Austin au Texas. Le bâtiment est aussi le domicile des Toros d'Austin de la NBA Development League avec une capacité de 3,200 places.
Le centre inclut 81 884 m2. Les cinq halls d'exposition combinés ont 22 863 m2 d'espace sans colonnes. Il y a 54 salles de réunion et deux salles de bal, y compris une des plus grandes du Texas avec 4 022 m2.

## Histoire
L'origine du centre de congrès remonte à 1983, lorsque les dirigeants locaux s'étaient inquiétés du fait qu'Austin perdait de l'argent avec le vétuste Palmer Auditorium devenu trop petit. Le conseil municipal d'Austin a dévoilé le projet d'un centre de congrès de 35 millions de dollars dans le cadre d'un complexe hôtelier de 350 millions de dollars sur la rive sud du Town Lake (maintenant Lady Bird Lake). À la suite de mouvements d'opposition par des groupes des quartiers voisins et les chefs d'entreprise du centre-ville, la ville fut forcée de choisir un autre site. Finalement, la construction eut lieu sur un emplacement du centre-ville non loin de Waller Creek.
Le centre a été élargi en 2001-2002, le portant à sa taille actuelle. L'ouverture officielle du centre élargi a eu lieu le 18 mai 2002.
Le conseil municipal a changé le nom du Austin Convention Center le 29 juillet 2004 en l'honneur du Dr. W. Neal Kocurek (1936-2004), qui a aidé à rallier l'appui de la communauté pour la construction d'un centre de congrès à Austin. Kocurek est mort d'un accident vasculaire cérébral le 29 mars 2004.